# Thomas Abyu
Thomas Abyu (5 mei 1978) is een in de marathon gespecialiseerde langeafstandsloper uit Ethiopië, die sinds 2005 uitkomt voor Groot-Brittannië.

## Loopbaan
Bij de Europese kampioenschappen van 2006 kwam Abyu op de marathon tot een 27e plaats. Bij de marathon van Dublin van 29 oktober 2007 dacht Abyu zich te plaatsen voor de Olympische Spelen van 2008 in Peking met een prachtig PR van 2:10.37, een tweede plaats en ruim binnen de limiet van 2:11. Helaas voor hem bleek het parcours niet volgens de voorschriften te zijn opgemeten. In mei 2008 bleek Abyu derhalve niet te zijn opgenomen in de Britse olympische ploeg.

## Persoonlijke records
| Onderdeel      | Prestatie | Datum           | Plaats |
| -------------- | --------- | --------------- | ------ |
| 10 km          | 29.02     | 2006            |        |
| halve marathon | 1:04.05   | 2006            |        |
| marathon       | 2:10.37   | 29 oktober 2007 | Dublin |

## Palmares

### 10 km
- 2007:  Great Yorkshire Run - 29.19

### halve marathon
- 2004:  halve marathon van Sheffield - 1:05.05
- 2004:  halve marathon van Liverpool - 1:05.33
- 2005:  halve marathon van Liverpool - 1:04.49
- 2005:  halve marathon van Wilmslow - 1:06.11
- 2005:  halve marathon van Leeds - 1:06.45
- 2006: 5e halve marathon van Bristol - 1:05.59
- 2006:  halve marathon van Windsor - 1:06.27
- 2007:  halve marathon van Silverstone - 1:11.41
- 2007:  halve marathon van Wilmslow - 1:04.24
- 2007: 4e halve marathon van Plymouth - 1:09.21
- 2007:  halve marathon van Mansfield - 1:10.50
- 2007:  halve marathon van Nottingham - 1:05.51
- 2007: 4e Great North Run - 1:02.50
- 2009:  halve marathon van Bath - 1:04.56,8
- 2009:  halve marathon van Wilmslow - 1:04.39
- 2009:  halve marathon van Bristol - 1:04.29
- 2010:  halve marathon van Bath - 1:03.48
- 2011: 5e halve marathon van Bristol - 1:06.36
- 2011:  halve marathon van Windsor - 1:10.05
- 2012:  halve marathon van Wilmslow - 1:07.09
- 2014:  halve marathon van Wilmslow - 1:06.06

### marathon
- 2002:  marathon van Manchester - 2:25.58
- 2003:  marathon van Leeds - 2:24.54
- 2003:  marathon van Sheffield - 2:27.42
- 2003:  marathon van Inverness - 2:20.59
- 2003: 7e marathon van Monte Carlo - 2:23.14,1
- 2004:  marathon van Edinburgh - 2:23.04
- 2004: 8e marathon van Dublin - 2:18.53
- 2005:  marathon van Basel - 2:15.12
- 2005: 5e marathon van Dublin - 2:15.23
- 2008: 16e marathon van Londen - 2:15.49
- 2006: 27e EK - 2:20.45
- 2007:  marathon van Dublin - 2:10.37
- 2008:  marathon van Houston - 2:13.46
- 2008: 16e marathon van Londen - 2:15.49
- 2008:  marathon van Dublin - 2:13.06
- 2009: 19e marathon van Londen - 2:20.09
- 2009: 13e marathon van Berlijn - 2:15.35
- 2010:  marathon van Inverness - 2:20.50
- 2010: 7e marathon van Dublin - 2:14.32
- 2011: 27e marathon van Londen - 2:21.25
- 2011:  marathon van Inverness - 2:20.50
- 2012: 5e marathon van Brighton - 2:16.52
- 2012:  marathon van Saint Helier - 2:24.43
- 2012:  marathon van Liverpool - 2:28.25
- 2012:  marathon van Preston - 2:29.36
- 2013:  marathon van Saint Helier - 2:25.34
- 2013:  marathon van York - 2:22.26
- 2014:  marathon van Inverness - 2:22.41
- 2014:  marathon van Saint Helier - 2:24.26
- 2015:  marathon van Inverness - 2:27.37